# Les Dalton
Les Dalton é um filme hispano-teuto-francês de 2004, dos gêneros comédia e western, dirigido por Philippe Haïm, baseado nos Irmãos Dalton, personagens da história em quadrinhos de Lucky Luke.
Orçado em US$ 42 milhões, na época do seu lançamento foi considerado o filme mais caro na lista das produções de línguas não inglesa, e parte destes custos foram utilizados para set de filmagem na França, Alemanha e Espanha.